# ACTION-IO

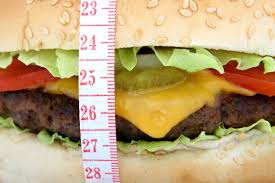
El estudio busca descubrir cuales son las barreras que impiden a las personas vencer la obesidad

El ACTION-IO, por sus siglas en inglés Awareness, Care, and Treatment In Obesity MaNagement – an International Observation (en español: Concienciación, atención y tratamiento en el manejo de la obesidad: una observación internacional), es un estudio internacional que se presentó al Congreso Europeo Internacional sobre Obesidad 2020 (ECOICO). En el ACTION-IO participaron cerca de 2 800 profesionales de la salud de 11 países y 14 500 personas con obesidad de Arabia Saudita, Australia, Chile, Corea del Sur, España, Emiratos Árabes Unidos, Israel, Italia, Japón, México y Reino Unido.

## Antecedentes
Los estudios son realizados por la farmacéutica danesa Novo Nordisk, junto a asociaciones científicas de distintos países, y hasta 2020 sólo se habían realizado, en Canadá y Estados Unidos.

## Hallazgos
Los estudios ACTION-IO han logrado establecer que hombres y mujeres manejan la obesidad y obtienen resultados disímiles. Así por ejemplo, 3 de cada 4 mujeres recuperan el peso perdido después de 6 meses de bajar de peso. Los hombres obesos tienen una mayor predisposición a sufrir mayores complicaciones de salud, como enfermedades cardiometabólicas, por lo que una intervención médica temprana en menores de 20 años es crucial para evitar el desarrollo de la afección en la vida adulta. La literatura médica registra que la tasa de obesidad se triplicó en el mundo desde 1975, y la pandemia del COVID-19 ha revelado grandes falencias del sistema médico para manejar correctamente la enfermedad, al subestimarla y no atender correctamente a los pacientes. Así, el 50% de las personas con obesidad no hablan con sus médicos sobre cómo bajar de peso, registrando la encuesta que en realidad son los médicos quienes no hablan con sus pacientes, porque un 71% de los facultativos piensa que sus pacientes no están interesados en bajar su peso. Solo en Europa la obesidad causa más de 337 000 muertos, y le cuesta al sistema 70 000 millones de euros en tratamientos médicos. En España la prevalencia de obesidad es del 22,9% de la población total del país.